# هيلدا كورونيل
هيلدا كورونيل هي ممثلة فلبينية، ولدت في 17 يناير 1957 بانجلس في الفلبين.

## وصلات خارجية
- هيلدا كورونيل على موقع IMDb (الإنجليزية)
- هيلدا كورونيل على موقع ميوزك برينز (الإنجليزية)
- هيلدا كورونيل على موقع قاعدة بيانات الفيلم (الإنجليزية)